# Chodenburg

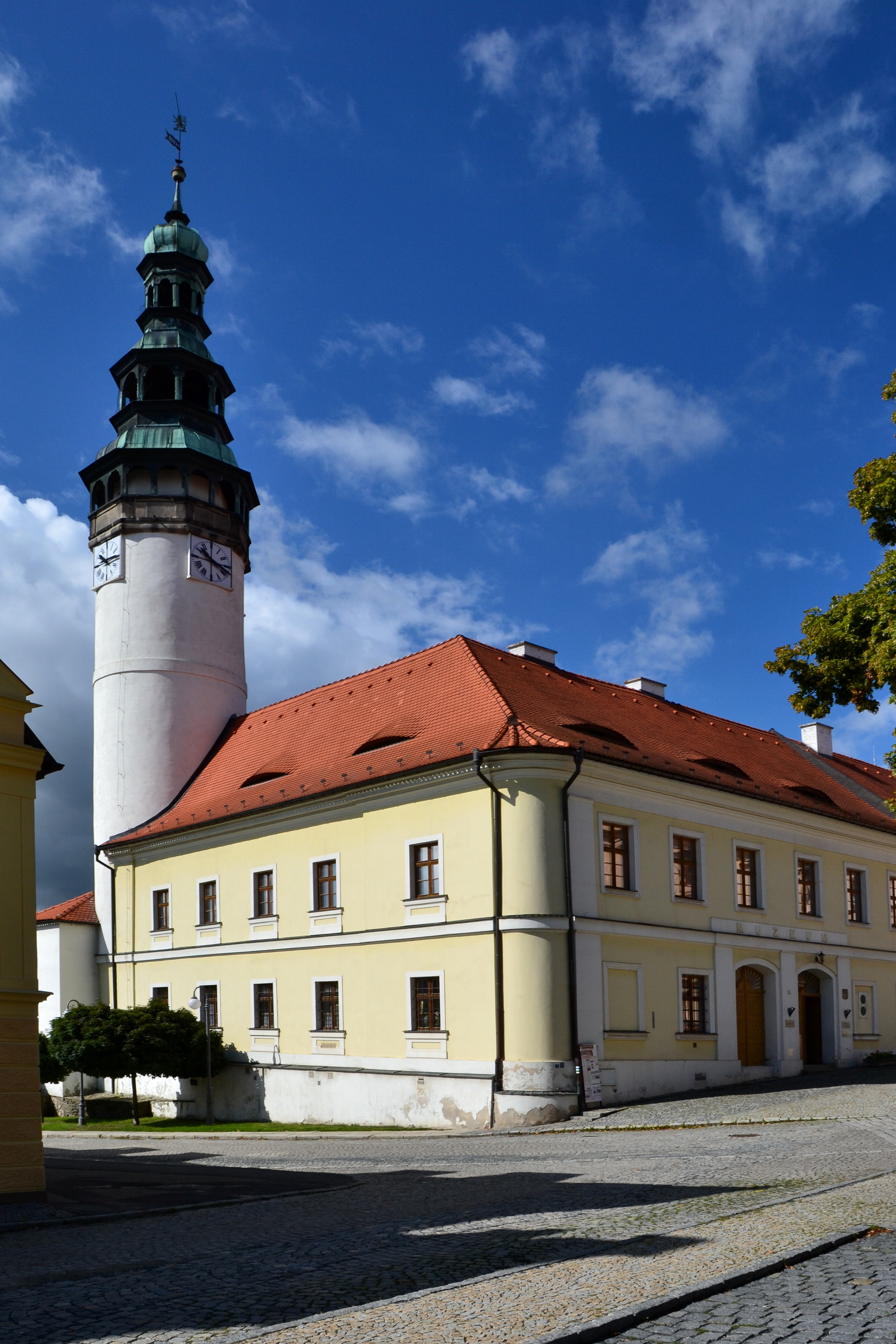
Chodenburg, Domažlice, 2012

Die Chodenburg (tschechisch Chodský hrad) liegt in Domažlice (deutsch: Taus) im Okres Domažlice in Tschechien.

## Geographische Lage
Die Chodenburg liegt in der Südwestecke der Altstadt von Domažlice auf der Südseite des Chodské náměstí (Chodenplatz). Auf ihrer Südseite ist die Chodenburg von einer Schlossmauer umgeben. Südlich der Schlossmauer fließt die Zubřina.

## Geschichte
Die Chodenburg wurde in den 60er Jahren des 13. Jahrhunderts erbaut, als der böhmische König Ottokar II. Přemysl die Gründung der Stadt Domažlice anregte. Sie war als Sitz der königlichen Burggrafen gedacht, die die Angelegenheiten der Choden verwalteten. Die Choden waren freie Bauern, die die böhmische Landesgrenze gegen den baierischen Nordgau bewachten und verteidigten. Das Gegenstück zur Chodenburg von Domažlice war auf bayerischer Seite die Burg Cham. Auch auf bayerischer Seite setzte die Mark Cham freie Bauern zum Grenzschutz ein.
Von mehreren böhmischen Herrschern wurde die Chodenburg als Herberge bei Auslandsreisen benutzt, u. a. in den 1330er Jahren vom König Johann von Böhmen.
Beim großen Brand von Domažlice 1592 brannte auch die Chodenburg ab. Nach der Schlacht am Weißen Berg 1620 war die Chodenburg viele Jahre Gegenstand von Streitigkeiten zwischen Wolf Maximilian Laminger von Albenreuth und der Stadt Domažlice. Schließlich ging die Chodenburg 1671 im Tausch gegen ein Stück Land in den Besitz von Domažlice über.
Von 1726 bis 1728 wurde nach Plänen von Kilian Ignaz Dientzenhofer die Chodenburg in ein Salzwerk umgebaut, welches bis zum Anfang des 19. Jahrhunderts in Betrieb war. Danach wurde das Gebäude als städtisches Amt und ab 1850 als Schule genutzt. Anfang des 20. Jahrhunderts zog die Stadtbibliothek in das Gebäude und ab 1931 auch das Chodenmuseum. Das Museum breitete sich nach und nach über das gesamte Gebäude aus. 1992 wurde die Chodenburg umfassend renoviert. 1995, kurz nach Abschluss der Renovierung, brannte sie erneut ab. Die anschließende Renovierung dauerte bis 1998. Seit 1999 dient die Chodenburg wieder als Museum.
Die Chodenburg steht unter Denkmalschutz mit der Registriernummer: ÚSKP 36934/4-2331 und der Katalognummer: 1000148826.

## Chodenmuseum
Das Chodenmuseum wurde 1883 gegründet. Es ist das älteste Museum von Domažlice. Es beherbergte von Anfang an eine Bibliothek und das Stadtarchiv. Die Sammlungen des Museums waren in einen historischen, einen naturwissenschaftlichen und einen industriellen Teil gegliedert. Zunächst beschäftigten sich seine Ausstellungen hauptsächlich mit dem damaligen bürgerlichen Haushalt und der bäuerlichen Kultur und Lebensweise. Sammlungen von Klöppelspitzen und Stickereien wurden ausgestellt. 1895 fand eine ethnographische Ausstellung statt. Nun erwachte das Interesse an Ausstellungen über die einzelnen ländlichen Regionen, Trachten- und Volkskultur.
Die Sammlungen des Museums befanden sich zunächst im Augustinerkloster von Domažlice, dann im neuen Rathaus. 1931 zog das Museum in die Chodenburg. Damit stand erstmals genügend Raum für die Sammlungen und die Ausstellungen zur Verfügung. Sammlungen, die bisher wegen Platzmangels verborgen geblieben waren, wurden nun öffentlich ausgestellt. Im Schlosshof wurde ein Lapidarium geschaffen. Die Darstellung einer Choden-Hochzeit wurde installiert.
Die Ausstellungsräume des Museums wurden gegliedert in
- I. Abteilung für Ur- und Frühgeschichte, mineralogisch-geologische Sammlung, Münz- und Medaillensammlung
- II. Religiöse und militärische Objekte
- III. Objekte des Handwerks und des Handels
- IV. Prominente Einwohner von Domažlice, Beispiele städtischer Zivilisation
- V. Saal Jaroslav Vrchlický
- VI. Saal Heimatkunde
- VII. Saal Domažlice
- VIII. Chodentum
- IX. Institut für Ethnographie

Während des Zweiten Weltkrieges wurde der Museumsbetrieb zunächst teilweise, dann völlig eingestellt. Nach Ende des Krieges setzten weitgehende Restaurierungsarbeiten im Museum ein. Dabei gingen große Teile der Sammlungen unter ungeklärten Umständen verloren. Das Museum wurde erst dem örtlichen Volksrat (Městský národní výbor, MěNV), dann ab 1955 dem örtlichen Nationalrat (Okresní národní výbor, ONV) unterstellt. Die Ausstellungen wurden den herrschenden politischen und ideologischen Verhältnissen angepasst. Der Aufbau des Sozialismus, die Geschichte der Kommunistischen Partei der Tschechoslowakei und Ähnliches wurden thematisiert.
Nach der Samtenen Revolution 1989 wurde das Chodenmuseum neu restauriert und organisiert. Kurz nach Fertigstellung dieser Restaurierung brach 1995 ein Brand im Museum aus und beschädigte viele Räume und Sammlungen. Die Restaurierung des Museums wurde erneut aufgenommen und 1999 schließlich abgeschlossen. Im Museum befinden sich nun Ausstellungen zur Urgeschichte und zum Mittelalter. Auch das Lapidarium im Hof wurde wieder errichtet. Der Turm ist separat zugänglich.
Im Museum finden wechselnde Ausstellungen zu Kultur und Geschichte Tschechiens statt.